# Чэтмон, Сэм
Вивиан «Сэм» Чэтмон (англ. Vivian «Sam» Chatmon ; 10 января 1897, Болтон, Миссисипи, США — 2 февраля 1983, Холландейл, Миссисипи, США) — американский блюзовый гитарист, представитель традиционного дельта-блюза, вокалист и автор песен. Номинант Blues Music Awards в номинации «Исполнитель традиционного блюза» (1982). Член Зала славы блюза в составе группы Mississippi Sheiks (2008) .  

## Биография
Сэм Чэтмон родился в 10 января 1897 года (называются также даты 10.1.1899  и 29.8.1900  ) в Болтоне в семье, хорошо известной в Миссисипи своими музыкальными талантами. Его отец Хендерсон Чэтмон в прошлом был рабом и умел играть на скрипке, мать играла на гитаре. По словам Сэма Чэтмона у его отца было три жены и 60 детей, он умер в 1934 году, когда ему было 104 года . Есть предположения что Сэм Чэтмон был единокровным братом самого Чарли Паттона  . В одном из интервью Сэм Чэтмон утверждал что он начал играть на гитаре в возрасте четырёх лет, к семи освоил бас-скрипку. В юности музыкант играл в семейной струнной группе и в 1900-х годах уже регулярно выступал перед белой аудиторией. Группа Чэтменов, в состав которой входили два его брата Лонни Чэтмон и Бо Картер, а также гитарист Уолтер Винсон, называлась Mississippi Sheiks и исполняла регтайм, баллады,  спиричуэлс и популярную танцевальную музыку кантри. Сэм Чэтмон в группе играл на банджо , мандолине и губной гармошке в дополнение к гитаре. Группа выступала на вечеринках и на перекрестках по всему штату Миссисипи за небольшую плату и чаевые. В 1920-х группа изменила стили, предпочитая играть блюз и вальсы для белой аудитории, потому что это лучше оплачивалось. 
В 1928 году он переехал в Холландейл, штат Миссисипи, откуда он продолжал ездить для выступлений в районах Куперс-Уэллс и Браунс-Уэллс, где были целебные воды . В 1930-х годах Чэтмон уже записывался как с группой (до 1935 года пока группа не распалась ), так и со своим братом Лонни как Chatman Brothers. Когда его старшие братья в конце 1930-х умерли, Сэм Чэтмон почти оставил музыку. С начала 1940-х годов до 1950 Сэм Чэтмон работал на плантации, с 1950 года работал ночным сторожем. Он был вновь открыт в 1960 году и начал новую главу своей карьеры как фолк-блюзового исполнителя, продолжив писать и исполнять двусмысленные песни с текстом на грани фола, которыми славилась Mississippi Sheiks . В том же году он записался для Arhoolie Records. Он много гастролировал в 1960-х и 1970-х годах. В 1970 году в Калифорнии Сэм Чэтмон сформировав группу, которую он назвал The California Sheiks и затем выступа на многих крупнейших и самых известных фолк-фестивалях, включая Smithsonian Folklife Festival в Вашингтоне, округ Колумбия в 1972 году, Mariposa Folk Festival в Торонто в 1974 году и на престижном New Orleans Jazz & Heritage Festival в 1976 году.
Сэм Чэтмон умер 2 февраля 1983 года в Холландейле. Похоронен на Sanders Memorial Cemetery, плита на могиле была оплачена Бонни Райт. На плите написано: «Sitting on Top of the World» (рус. Сидя на вершине мира), название огромного хита группы Mississippi Sheiks 1930 года, разошедшимся миллионным тиражом   . Он оставил после себя жену Элму Чэтмон и сына, позже ставшего известным как Поющий Сэм и выступавшего бас-гитаристом в группе Элмора Джеймса .
Они [Mississippi Sheiks] играли на танцах, вечеринках и в музыкальных заведениях, где другими развлечениями были контрабандный алкоголь, азартные игры и женщины, и это отражалось в их песнях, которые были пропитаны сексуальными намёками и двусмысленностями.
Оригинальный текст (англ.)They would play at dances, parties and juke-joints where the other attractions were bootleg liquor, gambling and women, and this was reflected in their songs which were steeped in sexual references and 'double-entendre'. 

## Дискография
См. также: дискография, включая синглы с 1930 года

### Студийные альбомы
- Sam Chatmon: The Mississippi Sheik (Blue Goose, 197?)
- Hollandale Blues (Albatros, 1977)
- Sam Chatmon's Advice (Rounder, 1979)
- Sam Chatmon & His Barbecue Boys (Flying Fish, 1981)

### Сборники
- Sam Chatmon 1970–1974 (Flyright, 1999)
- Field Recordings from Hollandale, Mississippi (1976–1982) (Mbirafon, 2009)